# Tanzania en los Juegos Olímpicos de Pekín 2008
Tanzania estuvo representada en los Juegos Olímpicos de Pekín 2008 por nueve deportistas, siete hombres y dos mujeres, que compitieron en dos deportes.
El portador de la bandera en la ceremonia de apertura fue el atleta Fabiano Joseph Naasi. El equipo olímpico tanzano no obtuvo ninguna medalla en estos Juegos.